# نادي البشائر
نادي البشائر السعودي هو أحد أندية الدرجة الرابعة بمنطقة عسير في محافظة بلقرن في بلدة البشائر . تأسس عام 2022 و تم اعتماد النادي بشكل رسمي في فبراير 2023.